# Vidro borossilicato

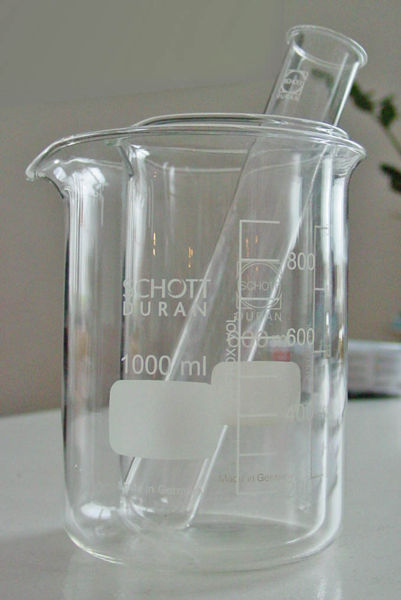
Material de laboratório em vidro borossilicato Schott.

O vidro borossilicato é um tipo de vidro resistente ao calor e aos elementos químicos, sendo usado nos laboratórios e indústrias químicas, em equipamento de cozinha, iluminação e em janelas especiais.

## História
O vidro borossilicato foi inventado na Alemanha pelo químico e técnico de vidros Otto Schott, após um processo de desenvolvimento que decorreu entre 1887 e 1893, altura em que começou a ser comercializado.
Entretanto foram registadas várias marcas de vidro borossilicato:
- Pyrex pela Corning Glass Works em 1915, que se tornou um sinónimo deste tipo de vidro.
- Endural pela Holophane, coberturas em vidro para candeeiros de iluminação pública.[3]
- Bomex pela VEE GEE Scientific, Inc. material de laboratório[4]

## Processo de fabricação e composição
O vidro borossilicato é fabricado adicionando boro aos componentes tradicionais do vidro.
Composição média do vidro borissilicato
| Componente                | Percentagem |
| ------------------------- | ----------- |
| Dióxido de silício (SiO2) | 81%         |
| Trióxido de Boro (B2O3)   | 13%         |
| Óxido de Sódio (Na2O)     | 4%          |
| Óxido de alumínio (Al2O3) | 2%          |

Atingindo o ponto de fusão a uma temperatura mais elevada do que o vidro comum exige fornos adaptados ao seu fabrico. A indústria foi buscar inspiração aos equipamentos de soldagem, recorrendo nomeadamente a queimadores alimentados oxigénio e gás natural.

## Características físicas
O vidro borossilicato tem um coeficiente de dilatação de cerca de 3,2 contra 8,6 do vidro comum.
O vidro borossilicato começa a amolecer cerca dos 821 °C (o vidro comum amolece a 550 °C) ; a esta temperatura a viscosidade do vidro Pyrex 7740(um tipo de vidro borossilicato) é de 107,6 poise.
O vidro borossilicato tem uma densidade de 2,23 g/cm3 inferior à do vidro comum(2,57 g/cm3).
Ainda que seja mais resistente ao choque térmico do que outros tipos de vidros, o vidro borossilicato pode ainda rachar ou quebrar-se quando sujeito a variações rápidas ou desiguais da temperatura. Ao partir tem tendencia a quebrar-se em bocados grandes em vez de lascar em pequenas peças.

## Utilização
As suas propriedades de resistência ao calor tornam este tipo de vidro útil em material de laboratório que tenha que suportar temperaturas elevadas. O seu baixo coeficiente de dilatação permite que instrumentos de vidro possam manter a precisão das suas medidas mesmo quando sujeitos ao calor.
Outro uso comum é como utensílio de cozinha, quer pelos recipientes e pratos resistentes à temperatura dos fornos, quer pelos copos graduados para medir quantidades de ingredientes.
Alguns aquecedores de aquário são envolvidos em recipientes de borossilicato aproveitando a resistência deste vidro à diferença de temperatura entre a resistência de aquecimento e a água envolvente.
Também algumas lanternas de iluminação usam vidro de borossilicato assegurando assim uma elevada capacidade de transmissão da luz quando comparada com vidros comuns ou plástico.
O vidro de borossilicato é usado ainda em copos e outros recipientes para bebidas de alta qualidade. O uso deste vidro assegura-lhes uma elevada durabilidade e resistência aos choques térmicos suportando nomeadamente o aquecimento em fornos microondas.
Este vidro é também utilizado nos telescópios astronómicos devido à sua reduzida dilatação com a temperatura.
O seu baixo coeficiente de dilatação é também aproveitado no fabrico de espelhos de telescópio onde é essencial que haja poucos desvios na forma provocados pela temperatura.
É também utilizado no processo de armazenamento de resíduos nucleares em que estes são contidos em vidro através de um processo chamado vitrificação, procurando por esta via envolver os resíduos num material altamente resistente a variações térmicas.